# Pešćenica
Pešćenica es una localidad de Croacia situada en el municipio de Lekenik, condado de Sisak-Moslavina. Según el censo de 2021, tiene una población de 798 habitantes.